# Slatoustiwka (Krywyj Rih)
Slatoustiwka (ukrainisch Златоустівка; russisch Златоустовка Slatoustowka) ist ein Dorf in der ukrainischen Oblast Dnipropetrowsk  mit etwa 800 Einwohnern (2012).
Das Dorf wurde 1796 gegründet und nach dem Gründer Myrlyne (Мирлине) genannt. Die Ortschaft besitzt seit 1895 ihren heutigen Namen. Slatoustiwka liegt im Osten des Rajon Krywyj Rih am Ufer der Kamjanka, einem Nebenfluss des Basawluk 37 km östlich des Stadtzentrums von Krywyj Rih.
Am 12. Juni 2020 wurde das Dorf ein Teil der neugegründeten Landgemeinde Nowopillja, bis dahin bildete es zusammen mit den Dörfern Andrussiwka (Андрусівка), Kamjanske (Кам'янське) und Nowohryhoriwka (Новогригорівка) die gleichnamige Landratsgemeinde Slatoustiwka (Златоустівська сільська рада/Slatoustiwka silska rada) im Südosten des Rajons Krywyj Rih.